# São João do Piauí (ort)
São João do Piauí är en ort i Brasilien.   Den ligger i kommunen São João do Piauí och delstaten Piauí, i den östra delen av landet, 1 000 km nordost om huvudstaden Brasília. São João do Piauí ligger 219 meter över havet och antalet invånare är 12 688.
Terrängen runt São João do Piauí är huvudsakligen platt. São João do Piauí ligger nere i en dal. Det finns inga andra samhällen i närheten.
Omgivningarna runt São João do Piauí är huvudsakligen savann. Runt São João do Piauí är det glesbefolkat, med 11 invånare per kvadratkilometer.